# 1292

## Události
- 5. květen – římským králem přičiněním Václava II. zvolen Adolf Nasavský
- Václav II. založil cisterciácký klášter Zbraslav
- Salcburský koncil
- První písemná zmínka o Libkovicích

## Narození
- 20. ledna – Eliška Přemyslovna, česká královna († 28. září 1330)
- 28. května – Filip Kastilský (1327), kastilský infant († duben 1327)
- ? – Alžběta Arpádovna, dcera posledního uherského krále Ondřeje III. († 6. května 1338)
- ? – Zemovít Bytomský, kníže bytomský a kníže gliwický († mezi 1342 – 1355)
- ? – Markéta Burgundská, hraběnka ze Champagne a navarrská a francouzská královna († 30. dubna 1315)
- ? – Štěpán II. z Kotromanić, bosenský bán († 1353)
- ? – Elisenda z Montcada, aragonská královna a regentka († 19. června 1364)

## Úmrtí
- 15. března – Tomáš II. Zaremba, šestnáctý vratislavský biskup (* kolem 1230)
- 4. dubna – Mikuláš IV., papež (* 1227)
- 8. května – Amato Ronconi, italský katolický světec (* 1225)
- 24. července – Kinga Polská, polská kněžna z dynastie Arpádovců (* okolo 1234)
- 4. listopadu – Eufrosina Opolská, kněžna kujavská a pomořanská (* 1228 až 1230)
- 8. prosince – John Peckham, teolog, matematik, básník, arcibiskup z Canterbury (* ? 1225)
- ? – Sa'dí, perský básník (* 1184)

## Hlavy státu
- České království – Václav II.
- Svatá říše římská – Adolf Nasavský
- Papež – Mikuláš IV. (do své smrti 4. dubna, poté sedisvakance do zvolení sv. Celestýna V. v roce 1294)
- Anglické království – Eduard I.
- Francouzské království – Filip IV. Sličný
- Polské knížectví – Václav I. Český
- Uherské království – Ondřej III.
- Kastilské království – Sancho IV. Kastilský
- Portugalsko – Dinis I. Portugalský
- Byzantská říše – Andronikos II. Palaiologos
- Moskevské knížectví – Daniil Alexandrovič
- Dánsko – Erik VI. Dánský
- Norsko – Erik II. Magnusson
- Švédsko – Birger Magnusson
- Osmanská říše – Osman I.
- Bulharsko – Smilec